# Harry Redknapp

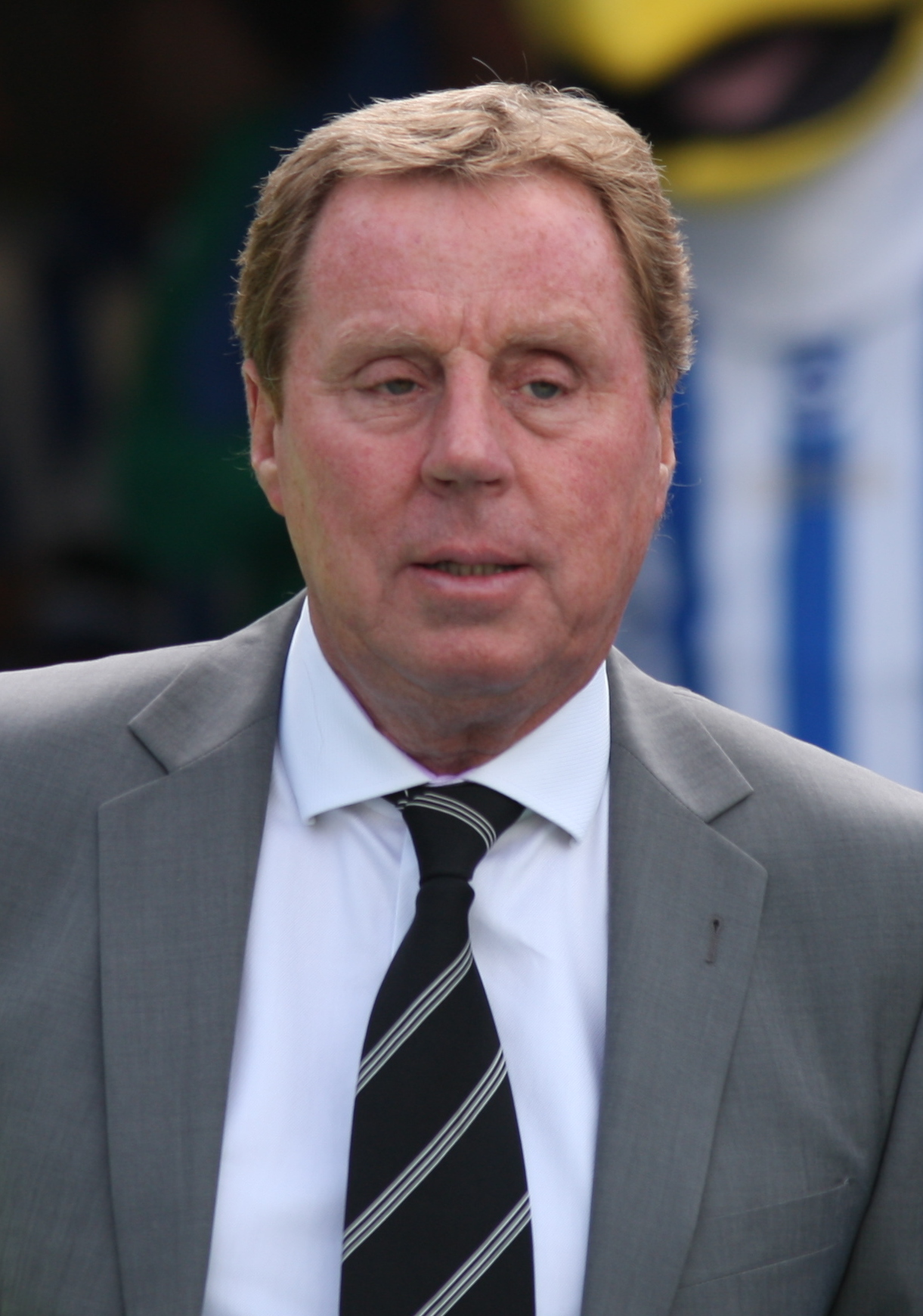
Harry Redknapp

Harry Redknapp, född 2 mars 1947 i Poplar i Tower Hamlets, London, är en engelsk före detta professionell fotbollsspelare och -tränare. Han har tränat bland annat Southampton 2004-2005 och Portsmouth FC 2005-2008. Under spelarkarriären spelade han bland annat 149 ligamatcher för West Ham United. Hans son Jamie Redknapp spelade även han fotboll professionellt och gjorde bland annat 17 landskamper för det engelska landslaget på 1990-talet. Han är även morbror till före detta Chelsea-mittfältaren Frank Lampard.
Harry var från och med hösten 2008 till 2012 tränare i Tottenham Hotspur där han fört klubben till Champions League och möjligheten att på allvar kunna utmana om Premier League-ligaguldet. I juni 2012 meddelade Tottenham på deras hemsida att Redknapp och klubben går skilda vägar, det för att de inte kom överens om ett nytt kontrakt och för att ledningen var besvikna eftersom Redknapp hade tappat 12 poängs försprång till ärkerivalen Arsenal. I november 2012 tog han över QPR efter att gamla tränaren blev sparkad för sin usla prestation med 0 vinster på 12 omgångar och sist i tabellen.